# 北京工人体育場
北京工人体育場（ペキンこうじんたいいくじょう、略称:工体）は、中国・北京市朝陽区に位置する多目的スタジアムである。

## 概要
中華人民共和国建国10周年を記念して建設された十大建築の一つとして驚異的なスピードで計画、設計、建設が行われた。1958年9月に建設が決定、翌年の1959年8月31日に竣工し、同年10月には「中華人民共和国全国運動会」のメイン会場として使用された。
1986年から3年に渡る改修工事を経て、1990年のアジア大会ではメインスタジアムとして使用された。2004年のアジアカップを契機とした大規模な改修工事も行われ、24ブロックのスタンドが設備された。2008年北京オリンピック前にも改装工事が行われた。
サッカーの試合に使用されることが多く、1996年から2005年の間、そして改装後の2009年から再び中国サッカー・スーパーリーグの北京国安のホームスタジアムとなっている。また、サッカー中国代表のホームスタジアムにもなっている。2004年のアジアカップでは開催スタジアムの一つとして、グループリーグ5試合と準々決勝1試合、準決勝1試合、3位決定戦と決勝戦が行われた。2008年に開催された北京オリンピックのサッカー競技では、女子決勝を含む全試合数のおよそ4分の1にあたる試合が実施された。2011年に工事を行い、陸上トラックを撤去して観客席とピッチの距離を縮め、専用スタジアムに近い状況に改修されている。
また、毎年秋に開催されている北京マラソンのゴール地点でもあった。
スポーツ関連の他に大型のコンサートや各種団体の展覧会にも使用されており、日本のアーティストとしては2002年に谷村新司が企画した中国との国交正常化30周年コンサートが開催され（日本側からは酒井法子、浜崎あゆみ、Gackt、藤舎名生も参加した）、その後GLAYも国交正常化三十周年特別記念コンサートを開催した。2011年にはSMAPがコンサートを開催した。
しかし建物の老朽化などで2019年に閉鎖・取り壊し、2023年に新スタジアムが完成。
なお、敷地内および敷地周辺には大型のディスコやファッショナブルなレストランが多くあり、若者が多く集まるナイト・スポットとしても有名である。